# Коске
Коске — печера, відома своїм наскельним живописом, знаходиться на узбережжі Середземного моря, в каланці Моржю, поблизу Марселя, Франція, неподалік від мису Моржю. Вхід в печеру розташований під водою на 37-метровій глибині, що пояснюється значним підвищенням рівня Середземного моря в епоху палеоліту. Вона була виявлена в 1985 році дайвером Анрі Коске. Він здолав підводний тунель лише через 6 років, в 1991 році. Влітку 1992 року доступ в печеру був обмежений, після загибелі у підводному тунелі трьох дайверів-любителів.

## Опис

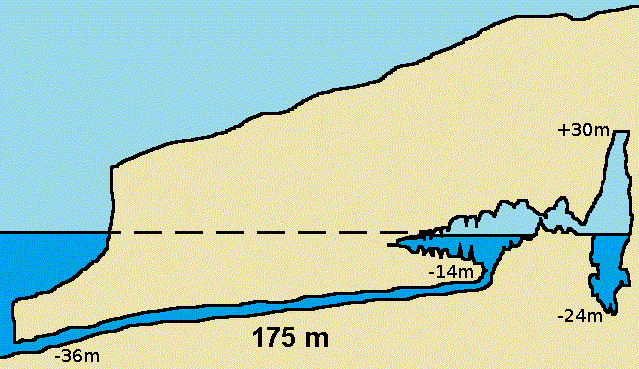
Профіль печери

До печери веде 137-метровий тунель, вхід в який знаходиться на глибині 37 м. Причина в тому, що під час останнього льодовикового періоду (Вюрмське заледеніння), на який і припадають сліди людської діяльності в печері, величезні об'єми води утримувалися у льодовиках, тому рівень моря був на 110—120 м нижче сучасного. Узбережжя моря було за декілька кілометрів від входу в печеру і набагато нижче його.

## Наскельний живопис

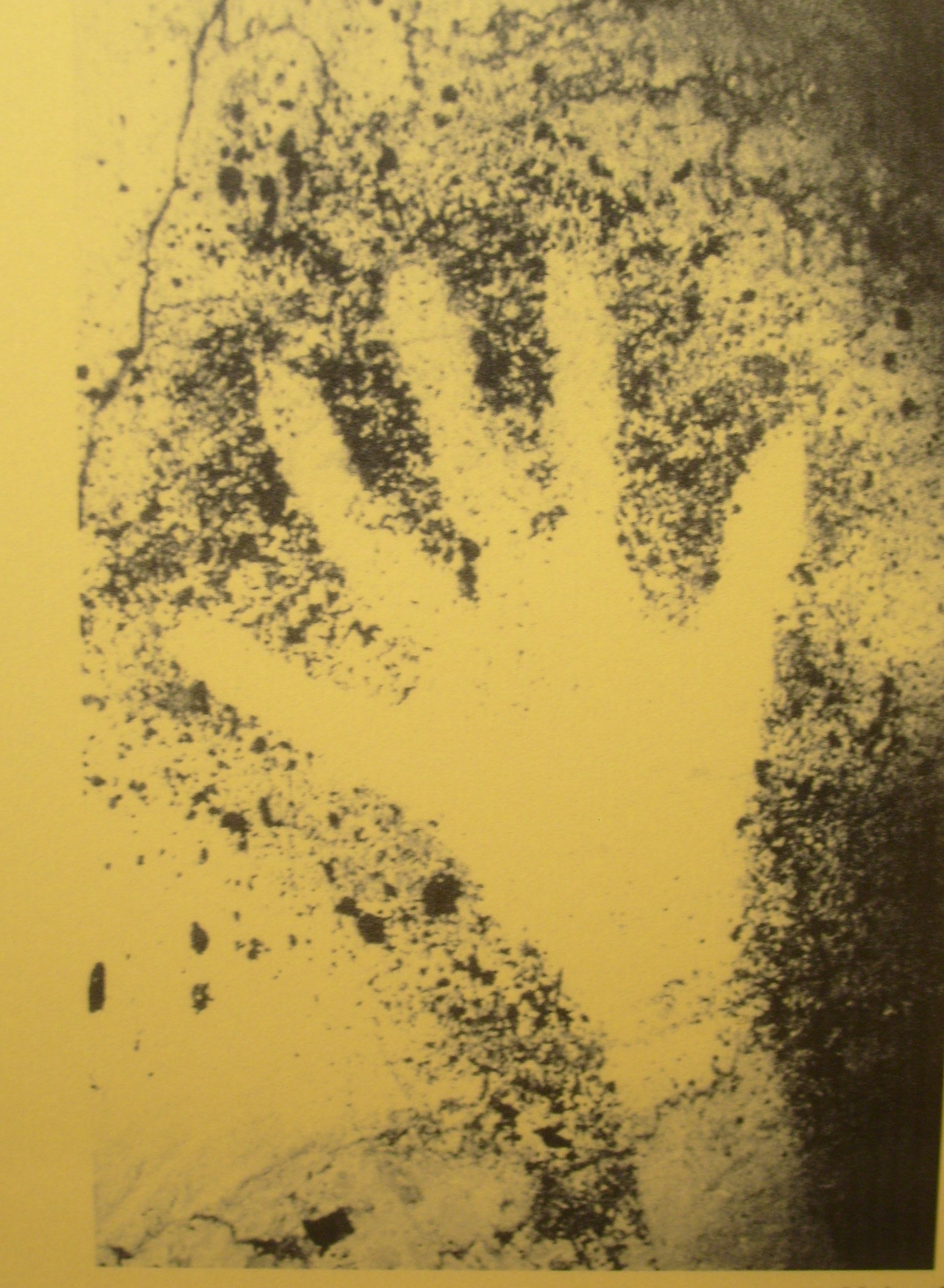
Відбиток людської долоні з печери Коске, датується 27 000 рр. до н. е. Зображення з Національного музею археології, Сен-Жермен-ан-Ле, Франція

Чотири п'ятих загальної кількості наскельних малюнків було знищено водою, що піднялася. Ті, що залишилися, можна розділити на дві групи, використання печери, які відповідають різним періодам:
- Старі малюнки представлені 65 відбитками долонь та іншими контурами, датованими близько 27 000 рр. до н. е. (Граветська культура).
- Пізніші знакові малюнки і 177 зображень тварин датуються 19 000 рр. до н. е. (Солютрейська культура). Малюнки зображують як тварин, що часто зустрічаються в первісному мистецтві, — бізонів, гірських козлів і коней, так і морських тварин — тюленів, пінгвінів[3], а також, очевидно, птахів і медуз.